# Krzysztof Budka
Krzysztof Budka (* 2. září 1958, Krakov) je bývalý polský fotbalista, obránce. 

## Fotbalová kariéra
V polské nejvyšší soutěži hrál za Wislu Krakov, Zagłębii Lubin a Legii Warszawa, nastoupil ve 261 ligových utkáních, dal 4 góly a v roce 1978 získal s Wislou Krakov mistrovský titul. V Poháru mistrů evropských zemí nastoupil v 6 utkáních, v Poháru vítězů pohárů nastoupil v 9 utkáních a v Poháru UEFA nastoupil ve 3 utkáních. Za polskou reprezentaci nastoupil v roce 1989 ve 3 utkáních. 

## Ligová bilance
| Ročník                   | Zápasy | Góly | Klub           |
| ------------------------ | ------ | ---- | -------------- |
| 1. polská liga 1974/1975 | 3      | 0    | Wisla Krakov   |
| 1. polská liga 1975/1976 | 0      | 0    | Wisla Krakov   |
| 1. polská liga 1976/1977 | 13     | 1    | Wisla Krakov   |
| 1. polská liga 1977/1978 | 17     | 0    | Wisla Krakov   |
| 1. polská liga 1978/1979 | 26     | 0    | Wisla Krakov   |
| 1. polská liga 1979/1980 | 28     | 0    | Wisla Krakov   |
| 1. polská liga 1980/1981 | 26     | 1    | Wisla Krakov   |
| 1. polská liga 1981/1982 | 22     | 1    | Wisla Krakov   |
| 1. polská liga 1982/1983 | 18     | 0    | Wisla Krakov   |
| 1. polská liga 1983/1984 | 19     | 0    | Wisla Krakov   |
| 1. polská liga 1984/1985 | 20     | 0    | Wisla Krakov   |
| 1. polská liga 1985/1986 | 19     | 1    | Zagłębie Lubin |
| 1. polská liga 1988/1989 | 11     | 0    | Legia Warszawa |
| 1. polská liga 1989/1990 | 13     | 0    | Legia Warszawa |
| 1. polská liga 1990/1991 | 15     | 0    | Legia Warszawa |
| 1. polská liga 1991/1992 | 11     | 0    | Legia Warszawa |
| CELKEM 1. polská liga    | 261    | 4    |                |